# Josh Stamberg
Joshua Collins Stamberg, detto Josh (Washington, 4 gennaio 1970), è un attore e doppiatore statunitense.

## Biografia
Figlio unico della giornalista Susan Stamberg e del dipendente del dipartimento di Stato Louis C. Stamberg, è sposato con l'attrice Myndy Crist.

## Filmografia

### Cinema
- Kate & Leopold, regia di James Mangold (2001)
- The Time Machine, regia di Simon Wells (2002)
- Sballati d'amore - A Lot Like Love (A Lot Like Love), regia di Nigel Cole (2005)
- Il caso Thomas Crawford (Fracture), regia di Gregory Hoblit (2007)
- J. Edgar, regia di Clint Eastwood (2011)
- Dark Skies - Oscure presenze (Dark Skies), regia di Scott Stewart (2013)
- Jersey Boys, regia di Clint Eastwood (2014)

### Televisione
- Sex and the City – serie TV, episodio 1x04 (1998)
- CSI: Miami – serie TV, episodio 1x11 (2002)
- Detective Monk (Monk) – serie TV, 2 episodi (2003-2005)
- Grey's Anatomy – serie TV, episodio 1x08 (2005)
- Dr. House - Medical Division (House, M.D.) - serie TV, episodio 3x14 (2007)
- Lie to Me - serie TV, episodio 1x01 (2009)
- Drop Dead Diva – serie TV, 52 episodi (2009-2012)
- Law & Order: Criminal Intent - serie TV, episodio 9x08 (2010)
- Castle – serie TV, episodi 4x15-4x16 (2012)
- The Affair - Una relazione pericolosa (The Affair) – serie TV, 16 episodi (2014-2017)
- Nashville – serie TV, 7 episodi (2018)
- The Loudest Voice - Sesso e potere (The Loudest Voice) – miniserie TV, 7 puntate (2019)
- WandaVision – miniserie TV, 2 puntate (2021)
- Law & Order - Unità vittime speciali (Law & Order: Special Victims Unit) - serie TV, episodio 22x06 (2021)
- The Rookie - serie TV, 1 episodio (2022)
- Un amore senza tempo - The Time Traveler's Wife (The Time Traveler's Wife) – serie TV, 3 episodi (2022)
- Magnum P.I. - serie TV, episodi 4x10-4x20 (2022)
- Fleishman a pezzi (Fleishman Is in Trouble) – miniserie TV, 6 puntate (2022)

## Doppiatori italiani
Nelle versioni in italiano delle opere in cui ha recitato, Josh Stamberg è stato doppiato da:
- Vittorio De Angelis in Drop Dead Diva, Justified
- Andrea Ward in Castle, Fleishman a pezzi
- Dario Oppido in The Loudest Voice - Sesso e potere, Magnum P.I.
- Daniele Valenti in CSI: Miami
- Franco Mannella in Dr. House - Medical Division
- Massimo Lodolo in Detective Monk (ep. 2x07)
- Stefano Benassi in Detective Monk (ep. 3x12)
- Roberto Certomà ne Il caso Thomas Crawford
- Andrea Zalone in Law & Order: Criminal Intent
- Simone Mori in J. Edgar
- Francesco Prando in Criminal Minds
- Mauro Magliozzi in Perception
- Davide Marzi in The Affair - Una relazione pericolosa
- Carlo Scipioni in WandaVision
- Francesco Sechi in Un amore senza tempo - The Time Traveler's Wife
- Simone D'Andrea in Pacific Rim - La rivolta
- Gianni Gaude in The Rookie